# Џоун Плаурајт
Дама Џоун Ен Плаурајт, баронеса Оливије (енгл. Joan Ann Plowright, Baroness Olivier; Бриг, 28. октобар 1929 — Лондон, 16. јануар 2025) била је енглеска глумица. Добитница је два Златна глобуса и награде Тони. Била је номинована за Оскар за најбољу споредну глумицу за улогу у филму Чаробни април из 1992. године, као и за Еми и две награде BAFTA. Била је удата за Лоренса Оливијеа, од 1961. године до његове смрти 1989. године.

## Филмографија
| Улоге  |              |               |       |          |
| Година | Српски назив | Изворни назив | Улога | Напомена |
| 1960.  | Забављач     |               |       |          |